# Saitaphernes-Tiara

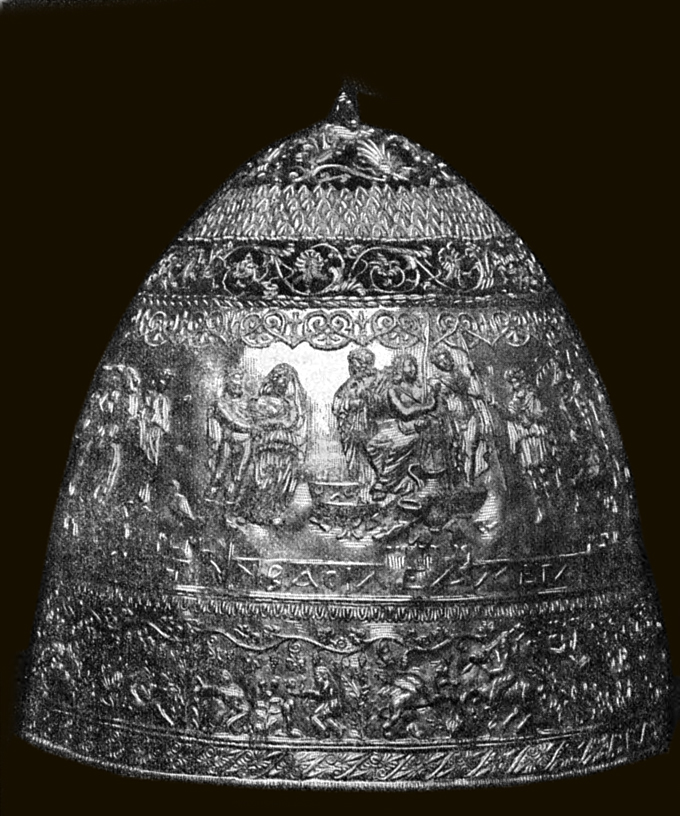
Die Saitaphernes-Tiara

Die Saitaphernes-Tiara ist eine goldene Kopfbedeckung, die angeblich dem Skythenherrscher Saitaphernes gehörte. 1896 erwarb sie der Pariser Louvre. Später erkannte man sie als Fälschung, die in Odessa vom Juwelier Israel Ruchomowskij (* 1864 in Masyr, † 1934 in Paris) hergestellt worden war.

## Historie
Am 1. April 1896 gab die Direktion des Louvre bekannt, dass sie eine Tiara des Skythenherrscher Saitaphernes für den Betrag von 200.000 Goldfranken erworben habe. Die griechische Inschrift auf der Tiara lautete: „Der Rat und die Bürger von Olbia in Ehrfurcht dem großen und unbesiegten König Saitaphernes“. Der Ankauf wurde vom französischen Parlament beschlossen.
Tatsächlich wurde die Tiara 1895 von einem Juwelier aus Odessa, Israel Ruchomowskij, auf Bestellung zweier Antiquare hergestellt. Der Juwelier erhielt dafür 1800 Rubel.
Die Gebrüder Hochman beschäftigten sich in Odessa mit Kolonialwarenhandel. Sie hofften jedoch, ein glänzendes Geschäft mit den ausgegrabenen skythischen Goldschätzen zu machen. Da die illegalen Ausgrabungen in Otschakiw keine nennenswerten Profite brachten, entschlossen sie sich, Fälschungen beim Goldschmied Ruchomowskij zu bestellen. Sie nutzten dazu seine Leichtgläubigkeit aus.
Die Direktion des Louvre beteuerte einige Jahre lang die Echtheit der Tiara, trotz der Zweifel, die der Archäologe Adolf Furtwängler und der Wiener Antikensammler Franz Trau erhoben. Beide hatten bemerkt, dass sich in einigen Fragmenten der Tiara Motive aus anderen bekannten skythischen Kunstwerken wiederholten.
Endlich wurde die Sache auch in Odessa bekannt. Ruchomowskij kam nach Paris und brachte als Beweise seine Zeichnungen mit. Er erklärte seine Bereitschaft, ein beliebiges Fragment des Werkes frei zu wiederholen. Er entging einer Strafe, weil er das Werk nicht selbst zum Verkauf angeboten hatte, sondern die Tiara nur auf Bestellung schuf. Für seine meisterhafte Arbeit wurde er sogar mit einer Goldmedaille des Pariser Salons der Gebrauchskunst ausgezeichnet.
Er holte seine Familie aus Odessa und blieb bis zu seinem Lebensende in Paris. Diese Tiara gilt in der Kunstgeschichte als ein Beispiel der perfekten Fälschung.